# Vinkensport
Vinkensport, or The Finch Opera („Finkensport oder Die Finkenoper“) ist ein komödiantischer Opern-Einakter mit Musik des US-amerikanischen Komponisten David T. Little auf ein Libretto von Royce Vavrek, der um den flämischen Volkssport des Finkensitzens kreist.

## Handlung
Beim „Vinkenzetting“ sitzen die Teilnehmer im Freien nebeneinander auf Stühlen, vor sich je einen Buchfink in einer Vogelbox. Jeder zählt die vollständigen Rufe (sog. „Suskewiets“) seines Finken, indem  er mit Kreide Striche auf einen hölzernen Zählstab (nach Art eines Kerbholzes) macht. Wer innerhalb einer Stunde die meisten Rufe registriert, gewinnt.
Schauplatz ist ein nicht näher bezeichneter kleiner Ort in Belgien. Die Oper handelt weniger vom Sport selbst als von sechs Teilnehmern eines Wettkampfes. Sie tragen keine Namen, sondern sind nur durch die Namen ihrer Vögel gekennzeichnet. In inneren Monologen erfährt man ihre Geschichten, ihre Sehnsüchte und ihre Beweggründe, diesen sonderbaren, oft langweiligen „Sport“ auszuüben.
Hans Sachs’ Trainer ist eher proletarisch; er will unbedingt gewinnen, bringt sich mit Koks und Heavy Metal in Stimmung und dopt seinen Vogel durch Injizierung eines Serums. Auch Farinellis Trainerin ist siegesgewiss: Sie hat die perfekten Rufe ihres Finken, den sie vor längerer Zeit tot in seinem Käfig gefunden und dann ins Klo gespült hat, aufgezeichnet. Ihre Box enthält, unsichtbar, nur einen CD-Spieler. Die biedere Trainerin des Heiligen Franziskus wurde von ihrem Mann verlassen und verzehrt sich nach ihrem Nachbarn, dem Trainer Prinz Gabriels III. von Belgien – dieser nimmt nur am Wettkampf teil, weil es die einzige Verbindung zu seinem verstorbenen Vater ist, der ihn immer schlecht behandelt und Liebe nur zu seinen Finken empfunden und gezeigt hat. Atticus Finchs Trainer verachtet alle anderen und pflegt würdevoll diesen Sport als gute belgische Tradition. Sir Elton Johns Trainerin  schließlich ist die mondäne, gelangweilte Gattin des örtlichen Fabrikbesitzers, der den Sport sponsert und verlangt, seine Frau solle sich volksnah zeigen und mitmachen – zum Ausgleich dafür hat sie ihm eine Reise nach Hong Kong abgepresst; den Wettkampf erträgt sie nur mit einer gewaltigen Anzahl von Wodka Martinis, und sie ist im Ort bereits bekannt: Im Vorjahr ist sie nach dem Finkensitzen dem greisen Vater des Bürgermeisters an die Wäsche gegangen.
Der Wettkampf endet mit dem Sieg von Hans Sachs. Farinellis Trainerin gibt ihrer Box enttäuscht einen Tritt und offenbart dabei ihren Betrug. Prinz Gabriels Trainer weist die peinlichen Avancen seiner Nachbarin ab, und Sir Elton Johns Trainerin sucht sich sturzbetrunken ein erotisches Opfer. Der Trainer von Atticus Finch (benannt nach der Hauptfigur des Romans Wer die Nachtigall stört, einem aufrechten Anwalt) hält seinem Finken, der ihm lange Jahre ein guter Co-Wettstreiter und Gefährte seiner häuslichen Einsamkeit war, eine bewegende Lobrede und schenkt dem Vogel die Freiheit.

## Musik
Die Komposition ist wechselvoll, lebhaft, in einem gemäßigt modernen Idiom, bisweilen mit Anklängen an Minimal Music, Rockmusik oder Musical. Die Gesangsdeklamation ist stark an der Sprachmelodie orientiert und rhythmisch auf differenzierte Weise notiert. Jede Figur ist musikalisch besonders charakterisiert, Sir Elton Johns Trainerin beispielsweise mit Jazz-Anklängen und Atticus Finchs Trainer mit einem getragenen Arioso. Zu Hans Sachs’ Sieg erklingt ein verfremdetes Zitat aus Wagners Meistersingern.
Das Werk liegt in zwei alternativen Fassungen vor, die ursprüngliche Besetzung mit Orchesterbegleitung wurde vom Komponisten später für Flöte, Klarinette, Klavier und Streichquintett bearbeitet.

## Aufführungen
Vinkensport entstand im Auftrag von Dawn Upshaw für das Graduate Vocal Arts Program des Bard College Conservatory of Music und wurde von Studierenden 2010 ebendort uraufgeführt. Die musikalische Leitung dieser Produktion hatte James Bagwell, Regie führte Dan Rigazzi.
Nachdem Little zwei Nummern, die „Arien“ von Atticus Finchs Trainer („Dear Atticus“) und Sir Elton Johns Trainerin („The Professional“) bereits mit reduzierter Instrumentalbegleitung ausgekoppelt hatte, erarbeitete er 2018 im Auftrag der Opera Saratoga die Kammerfassung der kompletten Oper. Diese wurde am 30. Juni 2018 in The Spa Little Theater, Saratoga Springs (New York) unter der musikalischen Leitung von David Alan Miller erstmals aufgeführt, Regie führte Michael Mori.